# Amastus chimaera
Amastus chimaera är en fjärilsart som beskrevs av Rothschild 1935. Amastus chimaera ingår i släktet Amastus och familjen björnspinnare. Inga underarter finns listade i Catalogue of Life.